# 多重行政
多重行政（たじゅうぎょうせい）とは、日本において国や都道府県や市町村区がそれぞれで重複する業務を行っていることである。二重行政ともいう。

## 概要
国、都道府県、市町村区とそれぞれ階層が違う行政府が同様の業務を重複して行うことによって相互監視することにより、人為的ミスを防ぐことができる。一方で、別機関が重複した業務を行うため、税金の無駄遣いになるだけでなく事故発生時の責任の所在が曖昧になる（例としては、いじめ問題における学校と教育委員会の法的責任の所在など）。
コストの面から国の地方出先機関による業務が地方自治体の業務と重複することが問題という側面があり、出先機関を地方に移管させることが提言されている。
また、都道府県並みの権限を持つ政令指定都市が都道府県と権限が重複できないことについても、問題が指摘されるケースがある。